# Jammu și Cașmir (teritoriu unional)

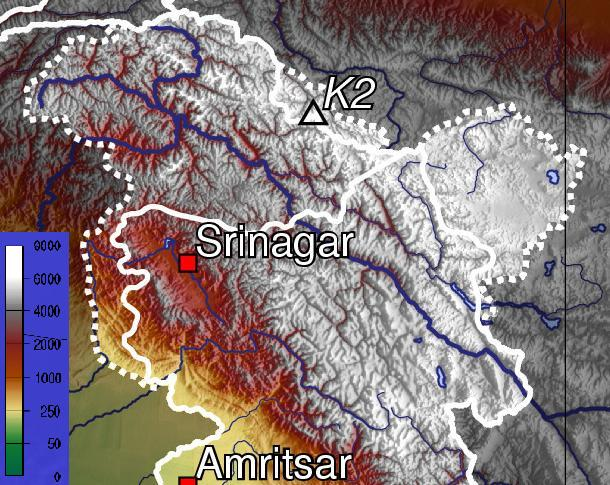
Harta topografică a regiunii disputate Cașmir.

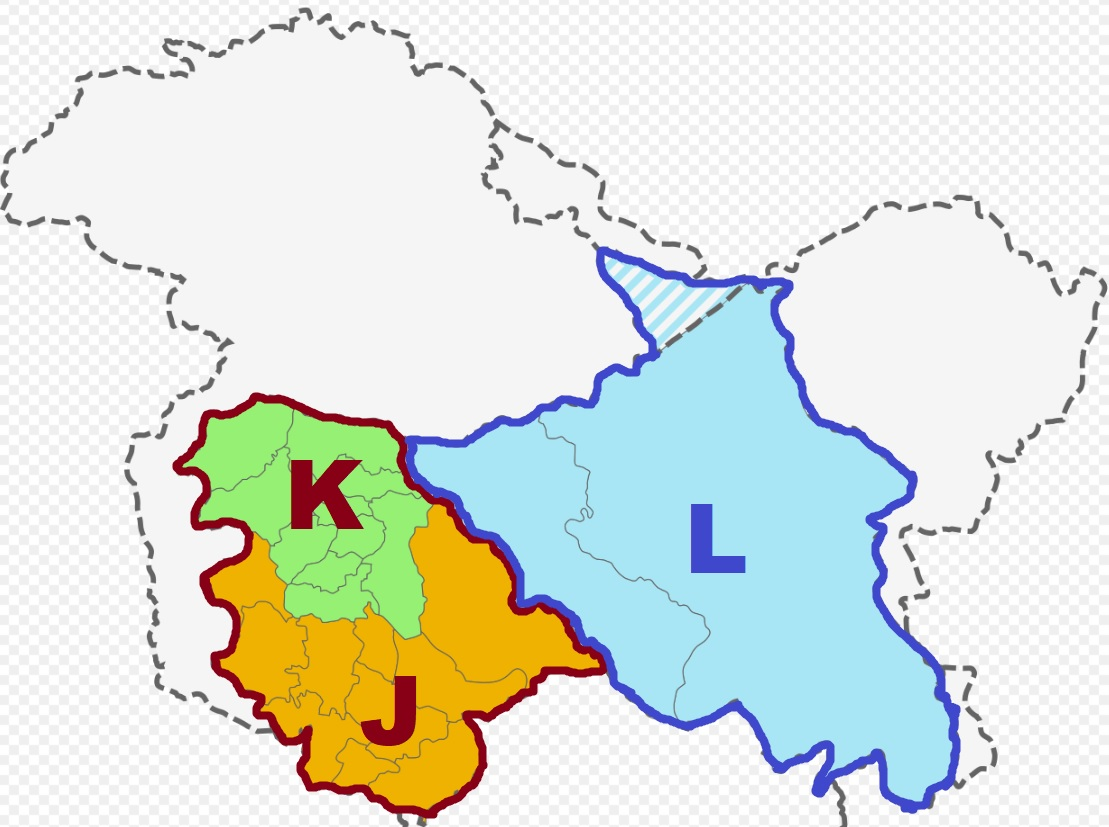
Verde - Diviziunea Cașmir, carmin - Diviziunea Jammu, albastru - teritoriul unional Ladakh.

Jammu și Cașmir este o regiune administrată de India ca teritoriu unional, constând din partea de sud a unei regiuni mai largi, Cașmirul, care este obiectul unei dispute teritoriale dintre India și Pakistan din 1947 și dintre India și China din 1962. Acest teritoriu unional a fost constituit în 2019 prin divizarea de către Parlamentul Indiei a fostului stat federal Jammu și Cașmir în teritoriul unional Ladakh în est și noul teritoriu unional Jammu și Cașmir în vest. Este format din două diviziuni: Diviziunea Cașmir și Diviziunea Jammu, care la rândul lor cuprind câte zece districte fiecare.
Diviziunea Jammu are o suprafață de 26.293 km2 și o populație de 5.350.811 locuitori (2011). Majoritatea populației (66%) practică hinduismul, 30% practică islamul, iar aproape toți cei rămași sunt sikhi. Cei mai mulți dintre locuitori vorbesc limbile dogri (46,59%), pahari (13,23%) și gojri (13,07%).
Diviziunea Cașmir se întinde pe o suprafață de 15.948 km2 și găzduiește 6.907.622 locuitori (2011). Majoritatea covârșitoare a populației sunt musulmani și vorbesc limba cașmiri.